# Gottfried August Arndt

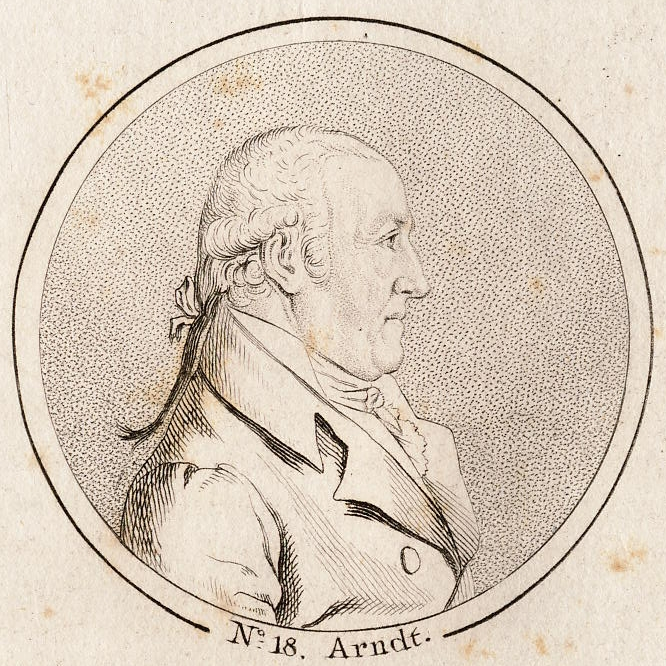
Gottfried August Arndt.

Gottfried August Arndt (* 24. November 1748 in Breslau; † 10. Oktober 1819 in Leipzig) war ein deutscher Historiker, Ethnologe und Staatswissenschaftler.

## Leben
Arndt wurde an der Klosterschule Berge vorgebildet. Nachdem er an der Universität Halle ein Studium aufgenommen hatte, wechselte er 1770 an die Universität Leipzig. Hier erwarb er sich am 17. Februar 1773 den akademischen Grad eines Magisters der philosophischen Wissenschaften und habilitierte sich im gleichen Jahr mit der Erlaubnis, an Hochschulen Vorlesungen halten zu können als Magister legens.
Nebenher hatte er sich seinen Unterhalt als Privatlehrer gesichert und konnte so 1777 eine Bildungsreise nach Wetzlar, Wien und Regensburg absolvieren. Dort setzte er sich seiner Neigung entsprechend mit der Geschichte des kaiserlichen Hauses, konkret der erloschenen Wilhelminischen Linie des Hauses Bayern, auseinander. Zurückgekehrt nach Leipzig wurde er 1780 außerordentlicher Professor der Philosophie. 1791 wurde ihm die ordentliche Professur der Ethik und Politik übertragen und 1809 wurde er Professor der Staats- und Polizeiwissenschaft. Zudem war er 1811 Decemvir an der Leipziger Hochschule geworden.
Arndt hatte sich auch an den organisatorischen Aufgaben der Leipziger Universität beteiligt. So war er mehrfach Dekan der philosophischen Fakultät und war in den Wintersemestern 1794, 1800, 1804 Rektor der Alma Mater. Er ist vor allem aufgrund seiner historischen Forschungen, die heute noch viel Potenzial bergen, interessant geblieben. Ein Verzeichnis seiner damals angelegten Bibliothek erschien 1822 im Druck.

## Werke
- Diss. Quattenus Taciti de Germania libello fides sit tribuenda. Leipzig 1775
- Progr. Quibus causis commotus Heinrich I., rex Germanorum urbem Misenam condiderit? Leipzig 1776
- Vollständige Sammlung von Staatsschriften zum Behuf der Bayrischen Geschichte, nach Absterben Churfürst Maximilian III und dadurch erloschener Wilhelminischer Linie des Hauses Bayern. 5. Teile (a 6. Stücke stark) Frankfurt und Leipzig. 1788–1779
- Progr. Joannem Constantem & Johannem Fridericum, Saxoniae Electores, nequaquam religionis causa oppugnasse creationem Fernandi I., regis Remanorum. Leipzig 1780
- Römisch-königliche Wahlkapitulation Ferdinand des I vom 7ten Jenner 1531, mit Beylagen und Anmerkungen. Leipzig 1781
- Archiv der sächsischen Geschichte.
  - 1. Teil Leipzig 1784 (Digitalisat des 1. Teils)
  - 2. Teil Leipzig 1785 (Digitalisat des 2. Teils)
  - 3. Teil Leipzig 1786 (Digitalisat des 3. Teils)
- Diss. I et II. De variis Principum Saxoniae controversiis pacto Numburgico A. 1554 transactis. Leipzig 1791
- Nonnulla de ingenio et moribus Mauritii Principis Electoris Saxoniae. 1806
- Aristides. 1811
- Progr. Variarum observationum statum regni Saxoniae publicum, cum pristinum tum hodiernum, illustrantium. Particula I. Leipzig 1808 Particula II 1809
- Progr. de pactione Fernandi, Refgis Romanorum ac Mauritii, Ducis Saxoniae, Pragae d. 14. Oct. 1546 confecta. Leipzig 1815